# Championnat d'Europe masculin de rink hockey 1926
Navigation
Championnat d'Europe masculin 1927
Le Championnat d'Europe de rink hockey masculin 1926 est la toute première édition de la compétition organisée par le Comité européen de rink hockey et réunissant les meilleures nations européennes. Cette édition a lieu à Herne Bay, en Angleterre.
L'équipe d'Angleterre remporte la première couronne européenne de rink hockey, devant 10 000 personnes réunies à Herne Bay.

## Participants
Six équipes prennent part à cette compétition.
- Allemagne
- Angleterre
- Belgique
- France
- Italie
- Suisse

## Résultats
| Rang | Équipe     | Pts | J | G | N | P | Bp | Bc | Diff |  | Résultats  |  |     |     |     |      |      |
| ---- | ---------- | --- | - | - | - | - | -- | -- | ---- |  | ---------- |  | --- | --- | --- | ---- | ---- |
| 1    | Angleterre | 9   | 5 | 4 | 1 | 0 | 46 | 4  | +42  |  | Angleterre |  | 2-2 | 9-2 | 8-0 | 13-0 | 14-0 |
| 2    | France     | 8   | 5 | 3 | 2 | 0 | 18 | 8  | +10  |  | France     |  |     | 2-2 | 3-2 | 7-2  | 4-0  |
| 3    | Allemagne  | 6   | 5 | 2 | 2 | 1 | 15 | 14 | +1   |  | Allemagne  |  |     |     | 1-1 | 4-1  | 6-1  |
| 4    | Suisse     | 5   | 5 | 2 | 1 | 2 | 12 | 13 | -1   |  | Suisse     |  |     |     |     | 2-1  | 7-0  |
| 5    | Belgique   | 2   | 5 | 1 | 0 | 4 | 7  | 27 | -20  |  | Belgique   |  |     |     |     |      | 3-1  |
| 6    | Italie     | 0   | 5 | 0 | 0 | 5 | 2  | 34 | -32  |  | Italie     |  |     |     |     |      |      |

## Meilleurs buteurs
| # | Joueur          | Sélection  | Buts |
| - | --------------- | ---------- | ---- |
| 1 | F. Barling      | Angleterre | 30   |
| 2 | Edward Brown    | Angleterre | 13   |
| 3 | Max Walker      | Allemagne  | 12   |
| 4 | Marcel Legendre | France     | 10   |
| 5 | R. Billaud      | France     | 6    |